# Кунгожинов, Саулебек Турсынгалиевич
Саулебе́к Турсынгали́евич Кунгожи́нов (род. 9 сентября 1952, Алма-Ата) — генерал-майор полиции; кандидат юридических наук.

## Биография
Родился в казахской семье. С 1969 года работал слесарем, токарем комбината Алтайзолото Министерства цветной металлургии Казахской ССР. В 1971—1973 гг. служил в Советской Армии. С мая 1973 года — мастер-инженер, старший инженер Министерства цветной металлургии Казахской ССР. В 1979 г. окончил Казахский политехнический институт им. В. И. Ленина.
С февраля 1983 г. служил в органах внутренних дел: инспектор, оперуполномоченный, старший оперуполномоченный, старший оперуполномоченный по ОВД, начальник ОБХСС ГУВД г. Алма-Ата. В 1990 г. окончил Карагандинскую высшую школу МВД СССР по специальности «юрист». С июля 1991 г. — начальник отдела Управления уголовного розыска ГУВД (Алма-Ата), с марта 1992 г. — начальник Ауэзовского районного отдела внутренних дел (Алма-Ата). С декабря 1994 г. — помощник Государственного советника Президента Республики Казахстан.
В 1995 г. перешёл в налоговую полицию: с июня 1995 г. — заместитель начальника, первый заместитель начальника Главного управления налоговой полиции Государственного налогового комитета Казахстана, с июня 1997 г. — начальник Оперативного управления Департамента налоговой полиции Министерства финансов Казахстана.
С июля 1997 г. продолжил службу в органах внутренних дел — первый заместитель начальника ГУВД Алма-Аты.
С февраля 1999 г. — начальник Главного управления внутренних дел Восточно-Казахстанской области. В результате реализации региональных Программ по борьбе с преступностью, коррупцией, незаконным оборотом наркотиков, по предупреждению преступлений, правонарушений и безнадзорности среди несовершеннолетних, разработанных ГУВД и утверждённых областным маслихатом, в течение 5 лет в области снизился уровень организованной преступности. В суд были направлены 38 уголовных дел по бандитизму и 77 — за создание и руководство организованной преступной группой; к уголовной ответственности были привлечены 278 лидеров и членов организованных преступных групп. Были раскрыты преступления, имевшие большой общественный резонанс. Для сотрудников управления внутренних дел были оборудованы стрелковый тир, оздоровительный комплекс, конференц-зал, спецбиблиотека. По инициативе С. Т. Кунгожинова на территории департамента внутренних дел Восточно-Казахстанской области в 2003 г. открыт мемориал памяти погибших сотрудников. В 2002 г. присвоено звание генерал-майора полиции.
С марта 2005 г. — начальник Департамента внутренних дел Жамбылской области. Основным направлением деятельности было также снижение уровня организованной преступности. В течение года были привлечены к уголовной ответственности более 40 лидеров и членов организованных преступных групп.
С августа 2006 г. — заместитель командующего Внутренними войсками по тылу — начальник тыла — заместитель председателя Комитета внутренних войск МВД Казахстана. С 2008 г. — заместитель командующего Внутренними войсками по технике и вооружению, заместитель председателя Комитета Внутренних войск. С сентября 2009 по 2011 год руководил 7-м Департаментом МВД Казахстана.
В 2011 г. вышел в отставку. Работает в департаменте по исполнению судебных актов Алатауского районного отдела занятости и СП (Алма-Ата).

### Избранные труды
- Кунгожинов С. Т. Формирование правовой культуры работников органов внутренних дел и её влияние на профессиональную деятельность : Автореф. дис. — Алматы, 2003. — 30 C.

## Награды
- Орден «Данк» ІІ степени;
- семь медалей Республики Казахстан.